# Râches
Râches ist eine französische Gemeinde mit 2644 Einwohnern (Stand: 1. Januar 2022) im Département Nord in der Region Hauts-de-France. Sie gehört zum Arrondissement Douai und zum Kanton Orchies. Die Einwohner werden Râchois und Râchoises genannt.

## Geographie
Die Gemeinde Râches liegt an der kanalisierten Scarpe im Nordfranzösischen Kohlerevier und im Regionalen Naturpark Scarpe-Schelde, sieben Kilometer nordöstlich von Douai. Umgeben wird Râches von den Nachbargemeinden Faumont im Norden, Flines-lez-Raches im Osten, Anhiers im Südosten, Douai im Süden, Roost-Warendin im Südwesten und Westen sowie Raimbeaucourt im Westen und Nordwesten.
Durch die Gemeinde führt die frühere Route nationale 50.

## Bevölkerungsentwicklung
| Jahr                       | 1962 | 1968 | 1975 | 1982 | 1990 | 1999 | 2010 | 2021 |
| Einwohner                  | 2074 | 2019 | 2148 | 2512 | 2385 | 2813 | 2740 | 2660 |
| Quellen: Cassini und INSEE |      |      |      |      |      |      |      |      |

## Sehenswürdigkeiten
- Kirche Saint-Léonhard aus dem 19. Jahrhundert
- Archäologisches Museum (Arkéos)
- Schloss aus der zweiten Hälfte des 17. Jahrhunderts
- Hubbrücke über die Scarpe
- Siechenhaus aus dem 13. Jahrhundert

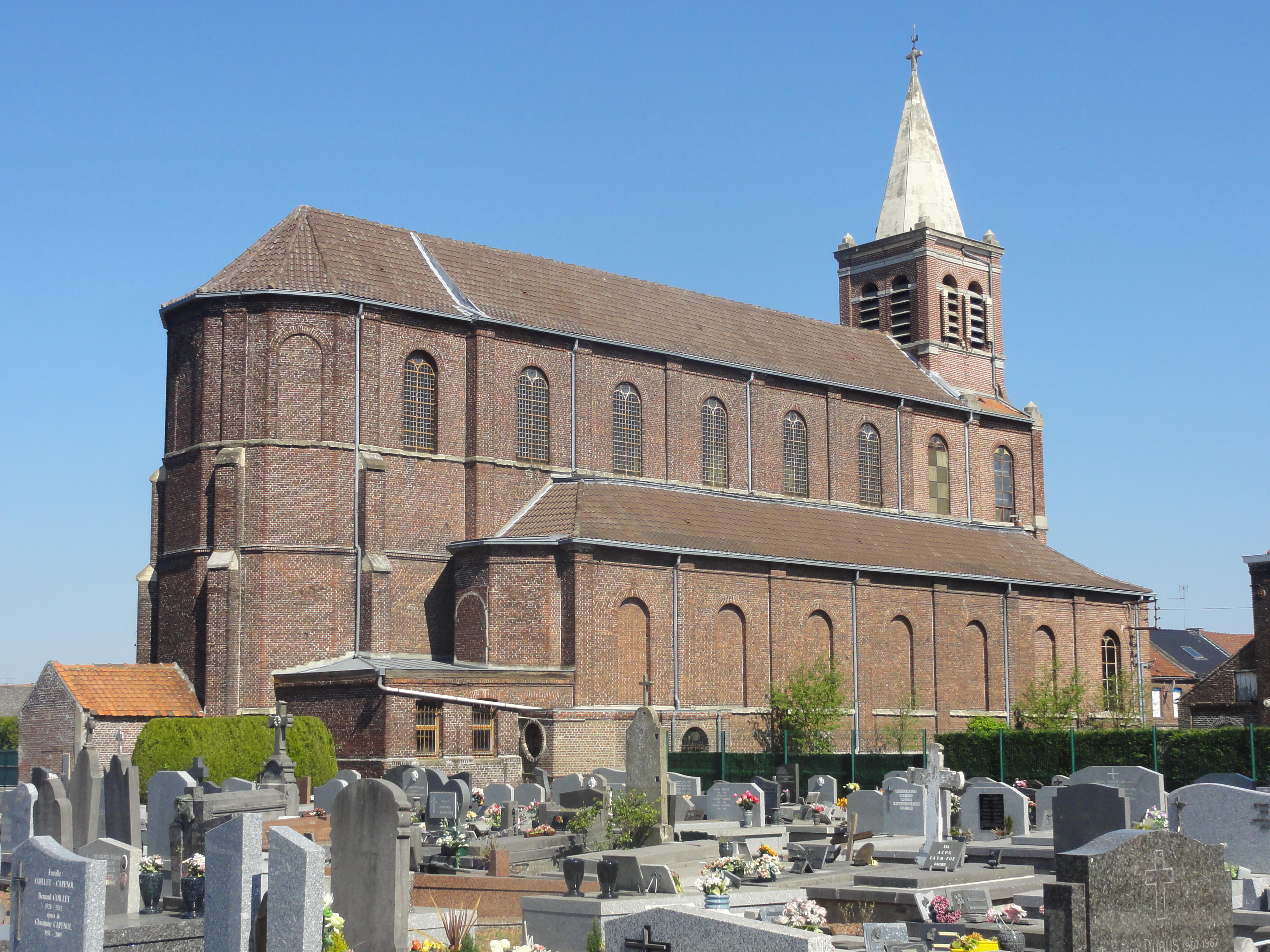
Kirche Saint-Léonhard
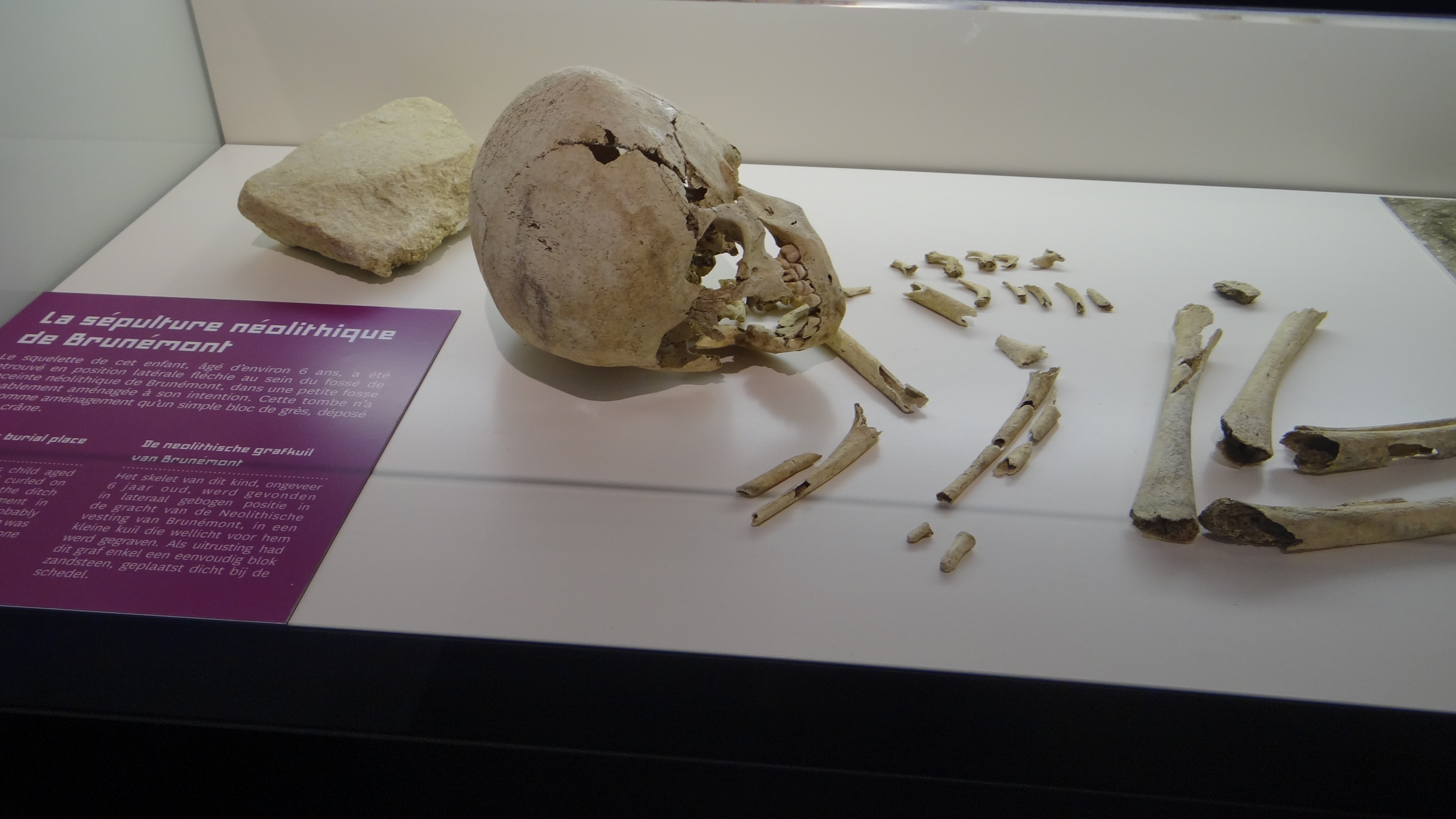
Exponate des Archäologischen Museums
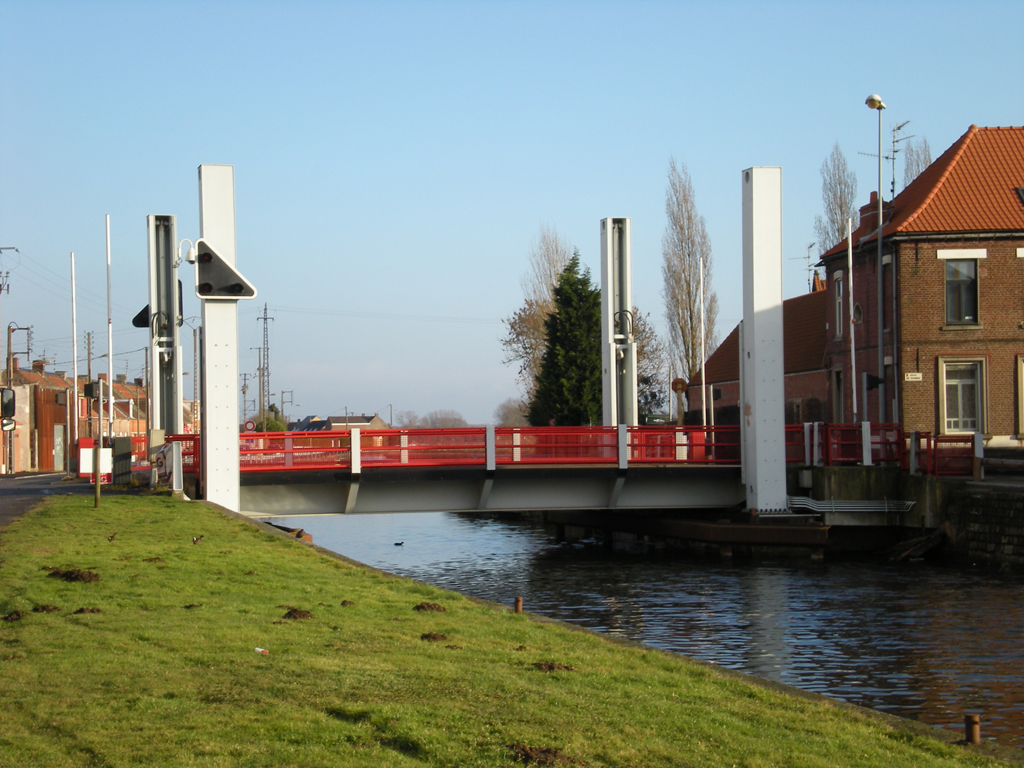
Hubbrücke
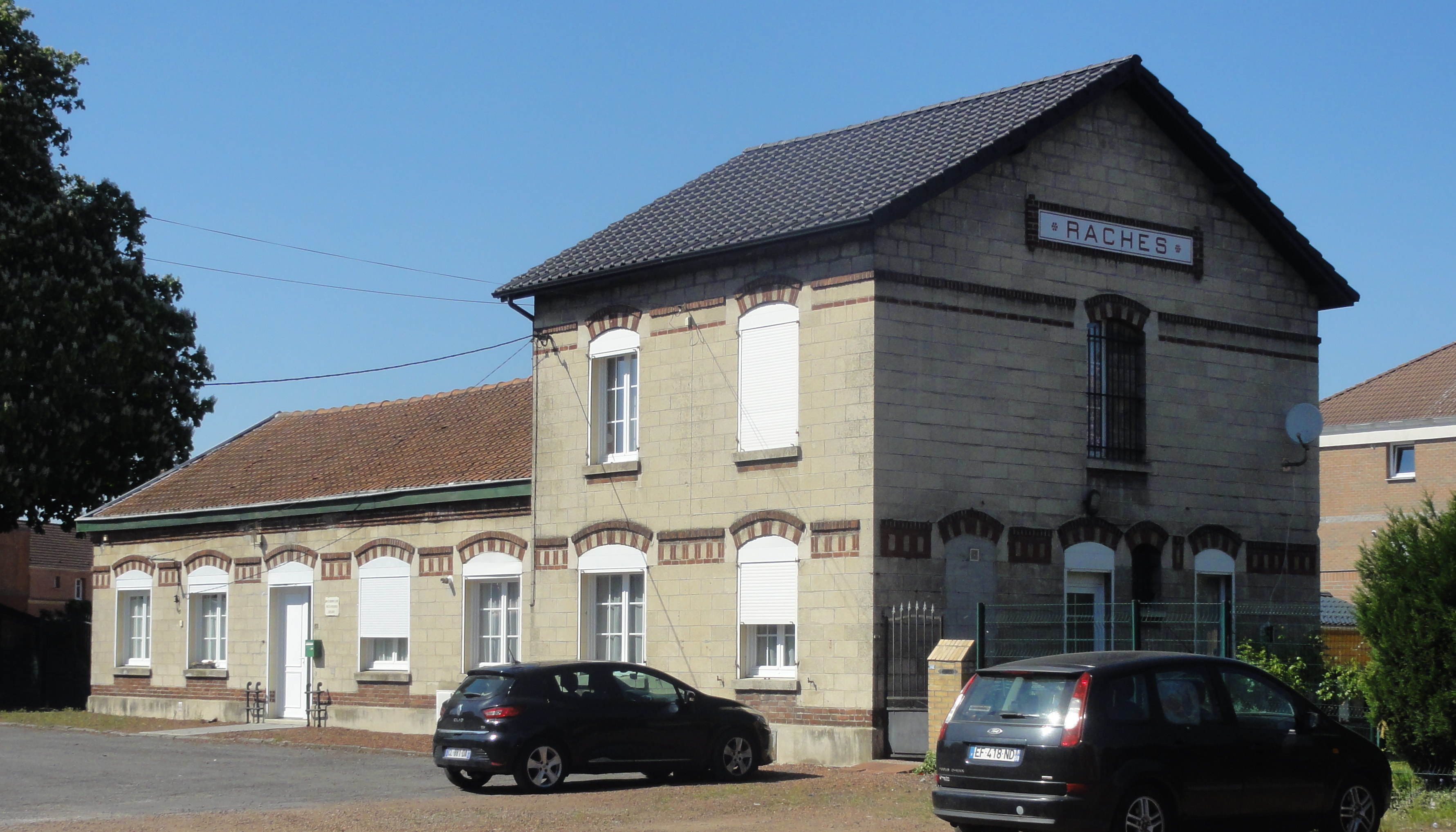
Bahnhof
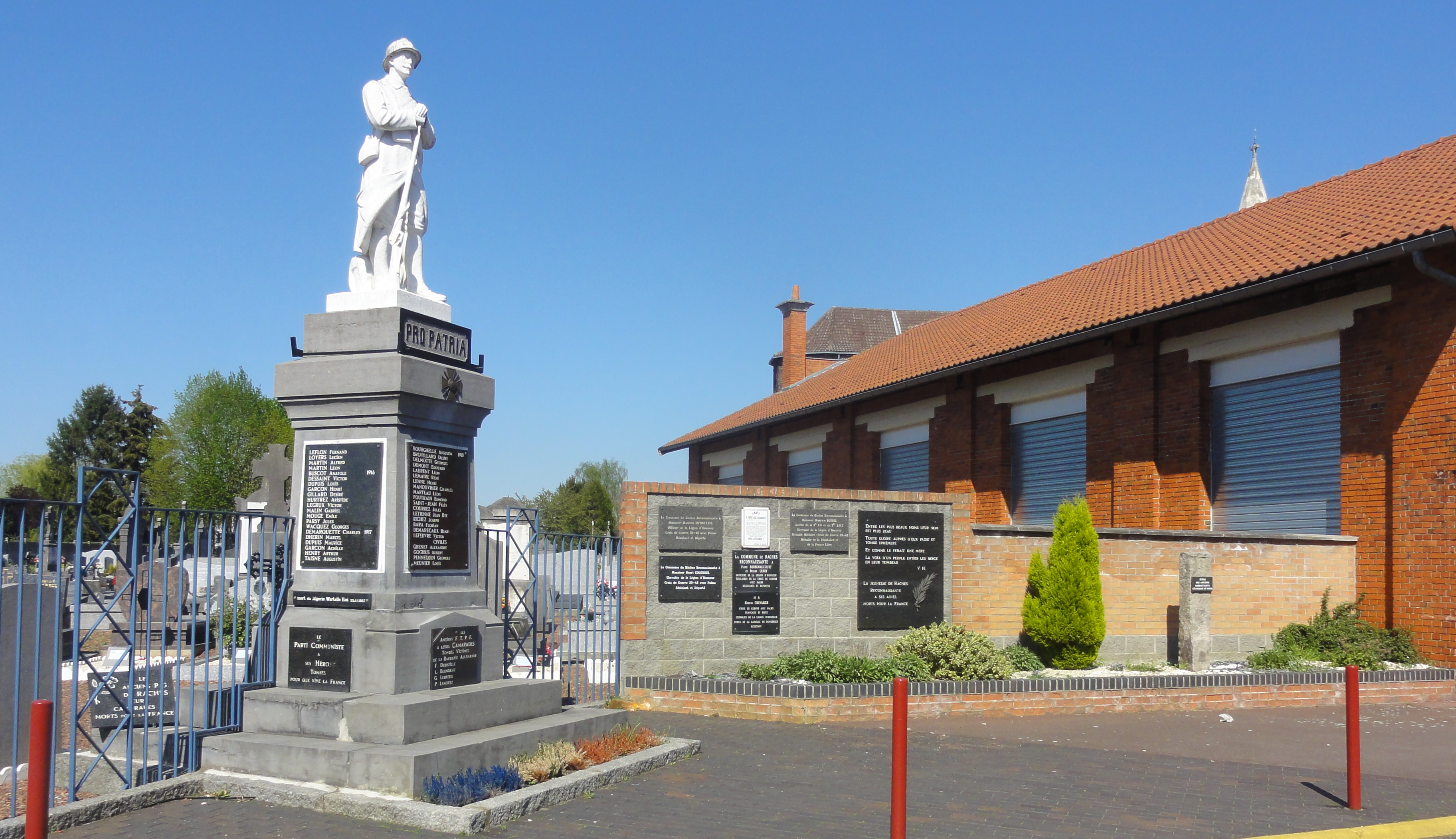
Gefallenendenkmal